# Seznam slovenskih biokemikov
Seznam slovenskih biokemikov in biotehnologov ter molekularnih genetikov/biologov.

## A
- Veronika Abram (1943-)
- Tomaž Accetto
- Jure Ačimović
- Špela Alič
- Gregor Anderluh (1969-)
- Janez Jurij Arnež
- Franc Avbelj (195_-)
- Gorazd Avguštin (1961-)
- Herta Avsec (1938-)

## B
- Jožefa Babnik (1935-2024)
- Katarina Bačnik?
- Majda Bagar Povše?
- Jože Balažic
- Urška Batista ?
- Tadej Battelino (1966-)
- Andrej Bavdek
- Aljoša Bavec
- Apolonija Bedina Zavec ?
- Leon Bedrač
- Igor Belič (1919-1997)
- Dušan Benčina (1946-2016)
- Mojca Benčina
- Jelka Bergant-Dolar (1920-2003)
- Aleš Berlec
- Marin Berovič (1951-)
- Tanja Blagus
- Urška Blaznik (1970-)?
- Bojana Boh Podgornik (1960-)
- Borut Božič (1959-)
- Tomaž Bratkovič (1978-)
- Urban Bren (1980-)
- Katja Breskvar (1944-)
- Jože Brzin (1947-)
- Miroslav Brzin (1923-1999)
- Metka V. Budihna (1937-)
- Matej Butala (1979-)
- Elena Bužan (UP)

## C
- Ksenija Cankar?
- Simon Caserman
- Avrelija Cencič (1964-2012)
- Vesna Cerkvenik Flajs (1962-)
- Mirko Cevec
- Blaž Cigić
- Aleksa Cimerman (1933-2017)
- Saša Comino (1960-2005)
- Vladimir Cotič (1934-)

## Č
- Janez Čadež ?
- Marija Čarman-Kržan (1936-)
- Maja Čemažar (1968-)
- Darko Černe (1962 -)
- Urh Černigoj?
- Bronislava Črešnar (1950-2024)

## D
- Mateja Dermastia (1968-)
- Matjana Didek-Brumec
- David Dobnik
- Pavel Dolar (1915-1995)
- Marko Dolinar (1961-)
- Bojan Doljak (1974-)
- Vita Dolžan
- Marijan Dorer (1909-1995)
- Peter Dovč (1958-)
- Katja Drobnič (1960-)
- Marinka Drobnič-Košorok (1953-)

## E
- Tina Eleršek?
- Franc Erjavec (1925-2004)
- Mladen Est (1924-2025)

## F
- Franc Erjavec (1925-2004)
- Jadran Faganeli (1950-)
- Igor Ferlan (1948-)
- Metka Filipič (1954-)
- Klementina Fon Tacer (197?-)
- Jožefa Friedrich (1950-)
- Miha Furlan (1934-)

## G
- Vladimira Gaberc-Porekar (1948-)
- Aleš Gašparič
- Lenart Girandon
- Damjan Glavač (1956-)
- Lidija Gobec
- Simona Golič Grdadolnik
- Marko Goličnik (1973-)
- Rastko Golouh
- Gregor Gomišček (1957-) (biofizik)
- Maksimilijan Gorenjak
- Tjaša Goričan
- Borut Gosar, agronom?/biotehnolog (zdravilne rastline, analitika zdravilnih učinkovin (HPLC …) podjetnik (dr.zn.)
- Miklavž Grabnar (1936-) (molekularni genetik)
- Žiga Graf (1901 - 1938)
- Jože Grdadolnik
- Andrej Gregori
- Marjan Gros (1934-)
- Zoran Grubič (1948-)
- Kristina Gruden (1969-) (molekularna biologinja)
- Franc Gubenšek (1937-2010)
- Gregor Gunčar
- Nina Gunde Cimerman (1958-)

## H
- Iva Hafner Bratkovič (1978-)
- Blagajana Herzog Velikonja
- Marija Holcar
- Evgenija Homšak
- Simon Horvat (1963-)
- Jana Hrovatin Kralj (1940-)
- Petra Hudler
- Tamara Hudnik-Plevnik (1923-2012)

## I
- Tatjana Irman Florjanc (1945-)

## J
- Polona Jamnik
- Jurij Jan (1932-2020)
- Branka Javornik Cregeen (1953-)
- Salvislav Jenčič (1891-1968)
- Roman Jerala (1962-)
- Matjaž Jeras (1958-)
- Niko Jesenovec (1928-1993)
- Zala Jevnikar Rojnik
- Kristijan Jezernik (1948-)
- Ivana Jovčevska

## K
- Ljubica Kamarić (1924-) ?
- Domen Kampjut
- Maša Kandušer?
- Evgen Kansky (1887-1977)
- Nataša Karas Kuželički
- Marko Karlovšek (1947-)
- Tatjana Kastelic Suhadolc (1935-)
- Andreja Kavčič?
- Rok Keber (1982-) ?
- Jurkica Kidrič (1939-)
- Marjetka Kidrič (1945-)
- Rihard Klemen (1902-1998)
- Sonja Klemenc (1960-)
- Marina Klemenčič
- Miomir Knežević
- Darko Kocjan
- Vojč Kocman
- Polona Kogovšek
- Nadja Kokalj Vokač
- Ira Koković
- Katja Kolar?
- Anja Kolarič?
- Jelena Komar-Kansky (1925-2015)
- Radovan Komel (1947-)
- Veno Kononenko (1988-)
- Zdravko Kopitar (1933-)
- Nataša Kopitar Jerala
- Peter Korošec
- Janko Kos (1959-)
- Maja Kovač (1949-)
- Vida Kovačič (1920-2016)
- Bogomir Koželj (1924-2001)
- Jaka Kragelj
- Nace Kranjc (1990-)
- Nada Kraševec
- Hana Krečič Stres
- Samo Kreft (1972-)
- Igor Kregar (1937-2017)
- Miha Kremser (1946-1998)
- Danijela Krgović
- Blaž Krhin
- Igor Križaj (1963-)
- Mladen Krsnik (1971-2020)
- Mojca Kržan
- Robert Kuhelj
- Klara Kuret

## L
- Tamara Lah Turnšek (1947 -)
- Duško Lainšček
- Aleš Lapanje (molekularni mikro-biolog)
- Savo Lapanje (1925 - 1997)
- Urška Lavrenčič Štangar (1967-)
- Miha Lavrič
- Tina Lebar
- Drago Lebez (1922-2015)
- Jožica Ledinek Paddle (1945 -)
- Brigita Lenarčič (1958 -)
- Helena (Marija) Lenasi (1945 -)
- Helena Lenasi (1971-)
- Metka Lenassi (1978-)
- Peter Lenče (1910-1999)
- Jana Lukač Bajalo (1944 -)

## M
- Peter Maček (1952 -)
- Gregor Majdič (1967-)
- Damjan Makuc (1978-)
- Ines Mandič Mulec (1960-)
- Mateja Manček Keber  (1976-)
- Janja Marc (1962-)
- Darja Marolt Presen
- Aleš Maver
- Janez Mavri (1962-)
- Ines Medved
- Nataša Mehle?
- Viktor Menart (1951-2007)
- Ivan Merzel
- Maja Meško
- Pika Meško Brguljan
- Svetozar Milićev (1934-2001)
- Ana Mitrović
- Miha Modic
- Barbara Možina
- Ivka Marija Munda (1927-2009)

## N
- Srdjan Novaković
- Gregor Novinec
- Marko Novinec

## O
- Nives Ogrinc ? (1964-)
- Ilija Gasan Osojnik Černivec
- Joško Osredkar (1955-)

## P
- Miloš Pavlič (1923-2014)
- Anja Pavlin
- Miha Pavšič
- Andrej Perdih (1980-)
- Marko Perdih?
- Borut Peterlin (1963-) ?
- Špela Peternel
- Špela Petrič  ?
- Daniel Petrovič (1963-)
- Uroš Petrovič (1973-)
- (Tihomir Pinter 1938−2024)? fotograf
- Nada Pipan (1928-2020)
- Breda Pirc (r. Kolenc) (1921-2016)
- Sergej Pirkmajer
- Jure Piškur (1960-2014) (molekularni biolog)
- Janez Plavec (1962-)
- Tina Vida Plavec?
- Ana Plemenitaš Ilješ (1952-)
- Helena Podgornik
- Zdravko Podlesek?
- Marjetka Podobnik (1967-)
- Jure Pohleven (1979-)
- Mario Poljak
- Nataša Poklar Ulrih (1965-)
- Tatjana Popovič (1950-)
- Mladen Porekar (1930-2018)
- Uroš Potočnik (1969-)
- Lev Premru (1931-2005)
- Vladimir Premru (1902-1949)
- Marija Prezelj (1948-)
- Vasja Progar (1986-)
- Jože Pungerčar (1960-)

## R
- Uroš Rajčević?
- Peter Raspor (1954-)
- Metka Ravnik Glavač (1957-)
- Katja Rebolj?
- Metka Renko (1951-)
- Riko Repič (1910-2003)
- Tadeja Režen
- Karin Rižner?
- Boris Rogelj
- Aleš Rotar ? (1960-)
- Damjana Rozman (1960-)

## S
- Maks Samec (1881-1964)
- Milan V(alter) Schara (1934–2022) ?
- Primož Schauer (1932–1984) ?
- Simon Sedej ?
- Bojan Sedmak (1952-)
- Jurij Senegačnik (1922-2018)
- Leon Senčič (1958-)
- Emanuela Senjor
- Kristina Sepčić
- Gregor Serša (1956-)
- Milan Skitek (1955-)
- Urška Slapšak (1989-)
- Sonja Smole Možina (1963-)
- Jaka Sočan
- Helena Sočič (1923-2017)
- Janez Spindler (1925-2000)
- Jernej Stare
- Matjaž Stenovec?
- Maksimiljan Sterle (1946-)
- Vekoslava Stibilj?
- Jurij Stojan (1956-)
- Katja Stopar (1980) ?
- Ludovik Strauch (1927-2018)
- Mojca Stražišar (r. Špolar) (1960-)
- Marko Strbad
- Blaž Stres (1974-)
- Evgen Strmecki (1916-2010)
- Dušan Stucin (1915-1976)
- Robert Suhadolnik (1925–2016)
- Alojzij Suhar (1935-2020)
- Jurij Svete  (1962-)
- Saša Svetina (1935-)

## Š
- Jože Šauta (1923-2002)
- Slava Šebek
- Anton Štalc (1940-)
- Aleš Štrancar (1962-)
- Borut Štrukelj (1961-)

## T
- Ajda Taler Verčič
- Nataša Teran
- Boris Turk (1964-)
- Dušan Turk (1959-)
- Tom Turk (1959-)
- Valentina Turk ?
- Vito Turk (1937-)

## U
- Jernej Ule (1976-) ?
- Urleb
- Mateja Urlep

## V
- Gordon Vehar (ZDA)
- Alja Videtič Paska
- Neli Vintar
- Irma Virant Klun
- Ivan Vrhovec (1943-)

## Z
- Jelka Zabavnik Piano (1960-)
- Velislava Zalokar (1927-2017)
- Marija Zelenik Blatnik (1934-)
- Urška Zelenko
- Robert Zorec (1958-)
- Matjaž Zorko (1947-)
- Andrej Zupan
- Irena Zupanič Pajnič

## Ž
- Marija Žakelj Mavrič (1948-)
- Jana Žel (1958-)
- Darja Žgur Bertok (1954-)
- Nika Žibrat
- Kristina Žumer (1980-)